# Philippsreut
Philippsreut – miejscowość i gmina w Niemczech, w kraju związkowym Bawaria, w rejencji Dolna Bawaria, w regionie Donau-Wald, w powiecie Freyung-Grafenau, wchodzi w skład wspólnoty administracyjnej Hinterschmiding. Leży w Lesie Bawarskim, około 12 km na północny wschód od Freyung, przy drodze B12.
W Philipsreut znajduje się byłe przejście graniczne z Czechami Philippsreut - Strážný.

## Dzielnice
W skład gminy wchodzą dwie dzielnice: Annathal, Philippsreut

## Demografia
| Rok  | Liczba mieszk. |
| ---- | -------------- |
| 1970 | 738            |
| 1987 | 715            |
| 2000 | 785            |

## Oświata
W gminie znajduje się przedszkole